# Jacques Garelli
Pour les articles homonymes, voir Garelli.
Ne doit pas être confondu avec Jacques Garello.
Jacques Garelli, né à Belgrade le 2 juin 1931, est un poète et philosophe, et a écrit une quinzaine d'ouvrages. Originaire de Haute-Corse, il y vivait une partie de l'année. Il est mort le 24 décembre 2014 à Paris. 

## Biographie
En décembre 1965, il fait partie des six poètes pour lesquels Louis Aragon organise une soirée baptisée « Six poètes et une musique de maintenant » au célèbre théâtre parisien, le Théâtre Récamier.
Il a par la suite enseigné la littérature et la philosophie dans les Universités de Yale, de New York (N.Y.U.) et d’Amiens. 
Ses œuvres portent sur la phénoménologie et l'ontologie, dans une influence proche et qui va de Heidegger à Maurice Merleau-Ponty.